# Palpoteleia indica
Palpoteleia indica är en stekelart som beskrevs av Durgadas Mukerjee 1994. Palpoteleia indica ingår i släktet Palpoteleia och familjen Scelionidae. Inga underarter finns listade i Catalogue of Life.